# Senecio anonymus
Senecio anonymus là một loài thực vật có hoa trong họ Cúc. Loài này được A.Wood. miêu tả khoa học đầu tiên năm 1861.